# Robert Parienté
Pour les articles homonymes, voir Parienté.
Robert Parienté, né à Paris le 19 septembre 1930 et mort à Villejuif le 27 mai 2006, est un journaliste français, grand nom du journalisme sportif et auteur d'une vingtaine d'ouvrages.

## Biographie
Licencié en droit, Robert Parienté est entré au quotidien sportif L'Équipe en 1954. Il en est devenu rédacteur en chef en 1976, directeur de la rédaction de 1980 à 1986 et directeur général adjoint de 1986 à 1993. Il a notamment signé une enquête sur l'athlète noir américain Jesse Owens qui obtint quatre médailles d'or aux Jeux olympiques de Berlin de 1936. Il « entretenait une profonde amitié avec le coureur de demi-fond français Michel Jazy ». « À la fin de sa vie, cependant, il jetait un regard sévère sur cette discipline [l'athlétisme] pervertie par l'argent et le dopage », rapporte Le Figaro.
Le 13 décembre 1962, il épouse Henriette Parienté (auteur du livre La Fabuleuse Histoire de la cuisine française, éditions Odil, 1981).
En 1992, il a commenté à la télévision, pour Canal+, l'athlétisme lors des Jeux Olympiques de Barcelone.
Ses livres ne portaient pas que sur le sport. Il a écrit une biographie sur l'écrivain et poète André Suarès : André Suarès l'insurgé, et un roman sur l'affaire Dreyfus: L'Honneur des justes, ainsi que La Symphonie des Chefs, une enquête auprès de 70 grands chefs d'orchestre.
Robert Parienté est mort à 75 ans, des suites d'un cancer. Il est inhumé au cimetière du Montparnasse à Paris. 
Il était chevalier dans l'ordre national du Mérite et chevalier de la Légion d'honneur. Il était également membre de l'Académie des sports. Il reçut le Prix Henri Desgrange en 1975.

## Œuvres
- Dictionnaire de l'athlétisme (L'Equipe Ahlétisme Magazine)
- La Fabuleuse Histoire des Jeux olympiques  (en collaboration avec Guy Lagorce), Paris, ODIL, 1972grand prix de la littérature sportive en 1973.
- La Fabuleuse Histoire de l'athlétisme, Paris, ODIL, 1977.
- André Suarès l'insurgé (1990, prix de biographie de l'Académie de Marseille 1990, prix Louis-Barthou de l'Académie française 1991)
- L'Honneur des justes, éditions Julliard, Paris, 1994  (ISBN 2260011217)
- La Légende de l'athlétisme, Liber, Genève, 1997  (ISBN 2881431070)
- La Symphonie des chefs : Entretiens avec les grands maestros, Éditions La Martinière, Paris, 2004   (ISBN 2846751102)